# Epirinus hluhluwensis
Epirinus hluhluwensis là một loài bọ cánh cứng trong họ Bọ hung (Scarabaeidae).